# IC 4275
IC 4275 — галактика типу SBbc (компактна витягнута галактика) у сузір'ї Гідра.
Цей об'єкт міститься в оригінальній редакції індексного каталогу.